# بندار التبينات
قرية بندار التبينات هي إحدى القرى التابعة لمركز جرجا بمحافظة سوهاج في جمهورية مصر العربية. حسب إحصاءات سنة 2006، بلغ إجمالي السكان في بندار التبينات 13027 نسمة، منهم 6719 رجل و6308 امرأة.

## تاريخ القرية
قرية «بندار التبينات» من القرى القديمة، في الأصل كانت من توابع قرية قديمة اندثرت الآن كان اسمها «طوخ الجبل»، وفُصلت عنها في العهد العثماني. في سنة 1231هـ وردت في المكاتبات الرسمية باسم «بندار التبانات»، وفي مكاتبات سنة 1259هـ باسم «بندار»، ويقال لها «بندار الشرقية». وفي سنة 1892م، قُسّمت بندار إدارية إلى بندار التبينات، وبندار الرملية.

## التوابع
يتبع قرية بندار التبينات عدد من النواحي وهي:
- نجع سيد عبد الحافظ
- نجع السيد علي
- نجع أبو عوض
- نجع رمضان الشرقي
- نجع أبو خبير
- نجع السبيل
- نجع أبو سعدة
- نجع كمال
- نجع عبد الله يوسف
- نجع أبو مش
- نجع رمضان القبلي
- الأبعديه
- نجع الدراسة